# YouTube Music
YouTube Music è un servizio di streaming musicale sviluppato da YouTube.

## Caratteristiche di base
L'interfaccia personalizzata consente agli utenti di sfogliare video musicali su YouTube in base ai generi, playlist e consigli.

## Livello Premium
A pagamento, il servizio offre i contenuti senza pubblicità, la riproduzione in background solo audio e il download di brani per la fruizione offline. Questi vantaggi sono elargiti anche agli abbonati di Google Play Musica e YouTube Premium.

## Disponibilità

Disponibilità globale di YouTube Music

A partire da marzo 2019, l'app è usufruibile in 43 paesi: Argentina, Australia, Austria, Belgio, Bolivia, Brasile, Canada, Cile, Colombia, Danimarca, Repubblica Dominicana, Ecuador, El Salvador,  Finlandia, Francia, Germania, Guatemala, Honduras, India, Irlanda, Italia, Giappone, Lussemburgo, Messico, Paesi Bassi, Nuova Zelanda, Nicaragua, Norvegia, Panama, Paraguay, Perù, Portogallo, Russia, Sudafrica, Corea del Sud, Spagna, Svezia, Svizzera, Ucraina, Regno Unito, Stati Uniti e Uruguay.

## Storia
L'app YouTube Music è stata presentata a ottobre 2015 e rilasciata il mese successivo, In Brasile è stata rilasciata nel settembre 2018; la sua uscita è stata accompagnata dalla presentazione di YouTube Premium, un servizio in abbonamento più ampio che copre l'intera piattaforma YouTube, inclusa l'app Music. Anche se ridondante a Google esistente Google Play Music, un servizio di abbonamento di accesso a tutti, l'applicazione è progettata per gli utenti che consumano prevalentemente musica attraverso YouTube.
Il 17 maggio 2018, YouTube ha annunciato una nuova versione del servizio YouTube Music, tra cui un desktop player basato sul Web e un'app mobile rinnovata, consigli più dinamici basati su vari fattori e l'uso della tecnologia di Google per l'intelligenza artificiale per cercare canzoni basate su testi e descrizioni Inoltre, YouTube Music è diventato un servizio di abbonamento separato (posizionato come concorrente più diretto di Apple Music e Spotify), offrendo streaming senza pubblicità e in background/solo audio e download per la riproduzione offline, per contenuti musicali su YouTube. I vantaggi del servizio continueranno a essere disponibili come parte del già esistente YouTube Premium (in precedenza YouTube Red) e agli abbonati a Google Play Music Unlimited. L'abbonamento a YouTube Music ha un prezzo in linea con i suoi concorrenti a € 9,99 al mese; il prezzo di YouTube Premium è stato contemporaneamente aumentato a € 11,99 per i nuovi abbonati.
Il servizio inizialmente funzionerà in parallelo con Google Play Music, ma il product manager Elias Román ha dichiarato che gli utenti di Google Play Music alla fine migreranno su YouTube Music una volta raggiunta la parità di funzioni con Google Play Music (inclusa l'aggiunta di funzioni come acquisti di musica e una libreria basata sul cloud per la musica fornita dall'utente). Il product manager di YouTube Music, T. Jay Fowler, ha dichiarato che le collezioni, le playlist e le preferenze sarebbero state migrate.
Il 14 novembre 2018, YouTube Music (così come YouTube Premium) si è espanso in sette nuovi paesi, tra cui Cile, Colombia, Giappone, Perù, Portogallo, Svizzera e Ucraina.
Nel 2018, YouTube Music ha raggiunto diversi accordi di sponsorizzazione con Dick Clark Productions per servire come partner per i suoi speciali televisivi Dick Clark's New Year's Rockin 'Eve e gli American Music Award.
Nel 2020, Google Play Musica fu sostituito dall'app YouTube Music, e tutte le funzioni come ascoltare file locali sono state aggiunte su YouTube Music.

## Funzionalità
L'app consente agli utenti di navigare e trasmettere in streaming tutti i video orientati alla musica su YouTube. La disponibilità di musica include molte delle uscite degli artisti tradizionali e si estende a qualsiasi video classificato come musica sul servizio YouTube. Le canzoni possono essere riprodotte tramite i loro video musicali, ove possibile. Gli abbonati a YouTube Music Premium sono in grado di passare a una modalità solo audio che può essere riprodotta in background mentre l'applicazione non è in uso.
Inizialmente, YouTube Music ha funzionato in parallelo con Google Play Musica, ma il product manager Elias Roman ha dichiarato che gli utenti di Play Musica alla fine verranno invitati a migrare al nuovo servizio dopo aver raggiunto la parità delle funzionalità (inclusi gli acquisti di musica e una libreria cloud per la musica fornita dall'utente). Il product manager di YouTube Music, T. Jay Fowler, ha dichiarato che le collezioni, le playlist e le preferenze sarebbero state migrate.